# Azyl pes Krásný Les

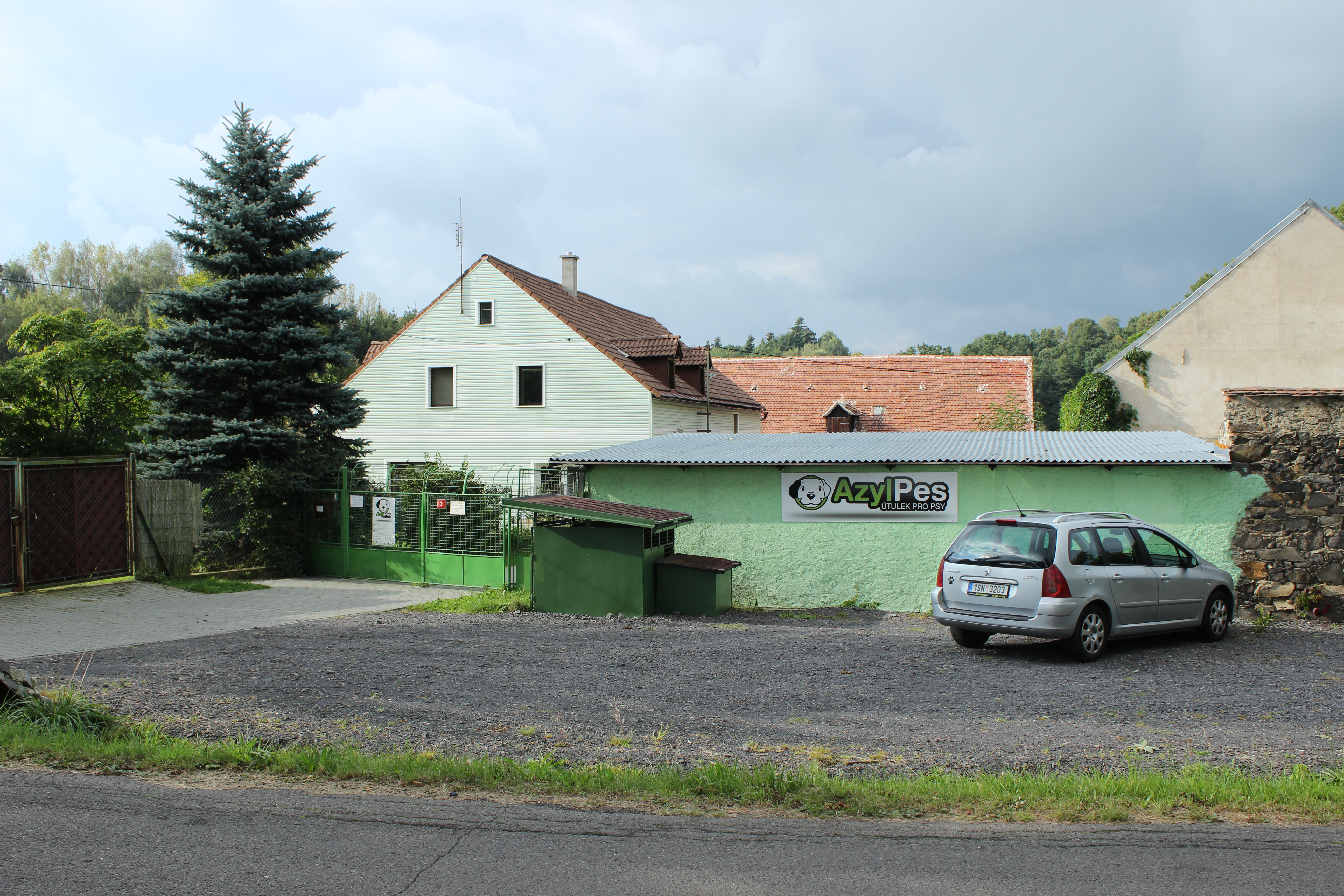
Sídlo organizace v Krásném Lese

Azyl pes Krásný Les je zařízení se sídlem v Krásném Lese v Libereckém kraji na severu České republiky, které poskytuje útočiště opuštěným psům. V případě nutnosti se ale zdejší pracovníci dokáží postarat například i o berana. Útulek vznikl v roce 1992 a k roku 2016 má kapacitu 35 psů a deseti koček. Na rozšíření útulku a jeho zvelebení se podílí svými prostředky také sousední město Frýdlant, které kupříkladu na přelomu let 2014 a 2015 nechalo vybudovat tři nové kotce. Po jejich postavení pak útulek přistoupil na dohodu, díky níž se stará o opuštěné psy z tohoto města.
Na podzim roku 2011 se jeden díl pořadu Chcete je? vysílaného Českou televizí věnoval psům z tohoto útulku. Pravidelně v závěru roku přispívají na chod Azylu svými dary také čtenáři Libereckého Deníku. Dále se na podporu útulku konají i dobročinné plesy.